# Pierre Bessaignet
 (novembre 2015).
Si vous disposez d'ouvrages ou d'articles de référence ou si vous connaissez des sites web de qualité traitant du thème abordé ici, merci de compléter l'article en donnant les références utiles à sa vérifiabilité et en les liant à la section « Notes et références ».
Pierre Bessaignet, né le 10 avril 1914 à Cannes et décédé le 29 septembre 1989 à Mouans-Sartoux, est un économiste, ethnologue, théoricien marxiste et militant de la gauche communiste français.

## Biographie[2]

### Jeunesse et études
Après une licence de philosophie obtenu à Paris, où il fréquente aussi l'école pratique des hautes études, et notamment les cours de Marcel Mauss, Pierre Bessaignet poursuit ses études aux États-Unis à partir de 1940, dans les universités Yale et Harvard. Il est notamment l'élève de Joseph Schumpeter.

### Parcours professionnel
C'est aux États-Unis qu'il fait la connaissance de Jean Malaquais, qui le dirige vers le courant de la Gauche communiste. Tout en participant aux activités de la Gauche communiste de France, menée par Marc Chirik, il collabore à la création en 1945 de la Revue internationale, animée par des figures du trotskisme français, et notamment Pierre Naville, David Rousset, Gérard Rosenthal et Maurice Nadeau.
Les articles qu'il signe sous le pseudonyme de Morel dans Internationalisme, la revue de la GCF, sont consacrés à l'évolution prévisible de la société capitaliste et empruntent notamment à Burnham.
Bessaignet se retrouve cependant rapidement en marge de ces groupes. Il reproche aux rédacteurs de la Revue internationale leur manque de lucidité sur la nature de la bureaucratie soviétique, ainsi que leurs errements dans des organisations politiques plus ou moins éloignées du marxisme, comme le parti socialiste unitaire ou le rassemblement démocratique révolutionnaire.
En 1952, constatant que le départ le Chirik pour le Venezuela marque la disparition effective de la GCF, il s'éloigne de l'activité militante directe et se recentre sur son activité universitaire. Il conserve cependant des liens avec Maximilien Rubel pendant plusieurs années.
Il travaille d'abord dans le cadre du plan Marshall, entre comme attaché de recherche au CNRS en 1949 dans le domaine de l'ethnologie et mène en 1954 une mission sur les indiens Iroquois dans le Dakota du Sud. Il s'installe alors aux États-Unis et obtient une chaire d'ethnologie à l'université Hobart (État de New York).
Sur mission de l'UNESCO, il crée en 1956 le département de sociologie de l'université de Dacca (Bangladesh), où il enseigne pendant quelques années, avant de reprendre le travail de Fredrik Barth en Iran. C'est en 1957 qu'il soutient sa thèse de doctorat, consacrée à la pseudo-monnaie primitive.
En 1959, il participe à la création de l'institut d'études et de recherche sociale de Téhéran.
Rentré en France en 1965, il prend un poste à l'Université de Nice où il participe à la création du Centre d'étude des relations interethniques (devenu I.D.E.R.I.C) et dirige le laboratoire d'ethnologie de 1967 à 1983.
Il consacre alors l'essentiel de son travail à la question du métissage. Il signe d'ailleurs l'article « Métissage » de l'Encyclopædia Universalis.

## Ouvrages[5]
- (en collaboration avec) Charles Bettelheim, Gilles Martinet, Pierre Naville, Le Corbusier et Jacques Hardy, La Crise française, Paris, Le Pavois (1945)
- Coopération et capitalisme d'État. L'expérience suédoise de coopération agricole, Paris, Presses Universitaires de France (1953)
- Histoires Sioux, in Journal de la Société des Américanistes (1955)[6]
- La pseudo-monnaie primitive, thèse de doctorat d'État, Paris, Sorbonne (1957)[7]
- Tribesmen of the Chittagong Hill Tracts, Asiatic Society of Pakistan Publication" (1958), Translated to Bengali language by Prof Sufia Khan (Once his student in Dhaka University) in the name of "পার্বত্য চট্টগ্রামের উপজাতি, Bangla Academy Publication " (1977), (Revised 2nd Edition: 1996)
- Social research in East Pakistan, Asiatic Society of Pakistan Publication n.5, Dacca, Pakistan (1960)
- Méthode de l'anthropologie, Université de Téhéran (1961)
- L'Étude sociologique des villages du Guilan par la méthode de la photographie aérienne, Université de Téhéran, IERSS (1961)
- Principes de l'ethnologie économique (Une théorie de l'économie des peuples primitifs), Paris, Librairie générale de droit et de jurisprudence (1966)
- Croissance urbaine et mélanges ethniques, Faculté des lettres et sciences humaines de Nice, section de sociologie (1969)
- Monnaie primitive et théories monétaires, Cahiers Vilfredo Pareto (1970)[8]
- Sociabilité et urbanisation: fonction et devenir des fêtes patronales, Imprimerie nationale de Monaco (1972)
- Rythmes de travail, société des loisirs et calendrier des fêtes en Provence (Ethnologie de la fête et sociologie économique), Laboratoire d'ethnologie, Université de Nice (1980)
- (en collaboration avec) Marie-Antoinette Hily, Nature et processus de la violence dans les fêtes azuréennes, Laboratoire d'ethnologie, Nice
- La jeunesse, la fête et l'école. Fêtes, jeunesse et institutions communales dans la Provence d'hier et d'aujourd'hui (ouvrage collectif, Université de Nice), Editions d'aujourd'hui (1982)
- Ethnologie et formation d'infirmière : pratique des soins et médecines différentes, Nice, IDERIC (1988)
- Le secteur tertiaire, la fête et la ville, Nice, Serre (1989)
- "Le Métissage", article, in Encyclopedia Universalis